# Trichosalpingus major
Trichosalpingus major is een keversoort uit de familie Mycteridae. De wetenschappelijke naam van de soort is voor het eerst geldig gepubliceerd in 1925 door Lea.